# Theodor Oldekop (Jurist)
Georg Karl Theodor Oldekop (* 24. Februar 1811 in Hannover; † 16. Dezember 1894 ebenda) war ein hannoverscher Verwaltungsjurist.

## Leben

### Herkunft
Theodor Oldekop war Sohn des Konsistorialrates und Tribunalrichters Justus Oldekop (1772–1811) in Hannover, der kurz nach der Geburt von Theodor O. verstorben war. Der Sohn wuchs unter der Vormundschaft seines Onkels Kammerrat Georg Wilhelm Friedrich O. (1790–1855) auf.

### Werdegang
Er studierte ab 1830 Rechtswissenschaften an der Universität Göttingen, wechselte kurz an die Universität Berlin und kehrte sodann zum Winter 1831 nach Göttingen zurück. Bereits am 11. August 1830 wurde er gemeinsam mit Hermann Kestner und Carl Otto Dammers Mitglied des Corps Hannovera Göttingen. In seiner Studienzeit in Göttingen begründet ist die lebenslange Freundschaft zu seinem Corpsbruder Otto von Bismarck. Nach Beendigung seiner Studien 1833 fand er Aufnahme in den Staatsdienst des Königreichs Hannover, wurde 1840 Hilfsarbeiter im Kriegsministerium, 1850 bis 1866 Kriegsrat im Kriegsministerium. Nach der Annexion Hannovers durch Preußen 1866 wechselte er in das hannoversche Innendepartment und war später bei der Landdrostei. 1869 trat er auf eigenen Wunsch als Geheimer Regierungsrat in den Ruhestand. Im Ruhestand widmete er sich wohltätigen Zwecken und machte sich in der Fürsorge verdient.
Oldekops Grabmal findet sich auf dem Stadtfriedhof Engesohde.

### Familie
Oldekop war seit 1841 verheiratet mit Marie, geb. Wächter (1815–1862). Die beiden hatten fünf Söhne, darunter der preußischen Admiral Iwan Friedrich Julius Oldekop und den Topografen Henning Oldekop.

## Auszeichnungen
- Ritterkreuz des Guelphenordens (1860)
- Roter Adlerorden dritter Klasse (1868) mit Schleife (1869)
- Kronenorden dritter Klasse mit Rotem Kreuz (1872)

## Schriften
- Seine Erinnerungen an seine Studentenzeit Erlebnisse eines hannoverschen "Bruder Studio" vor 150 Jahren in: Norddeutsche Familienkunde, Heft 4 1983, S. 125–143.
- Das Stadtarchiv Hannover verwahrt seine Korrespondenz mit seinem Corpsbruder Hermann Kestner.
- Das Geschlecht der Oldekop, Hannover 1875.